# Komórka nad Smytnią
Komórka nad Smytnią (Schronisko nad Ścieżką) – jaskinia, a właściwie schronisko, w Dolinie Kościeliskiej w Tatrach Zachodnich. Wejście do niej znajduje się w Dolinie Smytniej, w zboczu Kominiarskiego Wierchu, 270 metrów poniżej szczytu, na wysokości 1780 metrów n.p.m. Długość jaskini wynosi 14 (8,5) metrów, a jej deniwelacja 1,40 metrów.

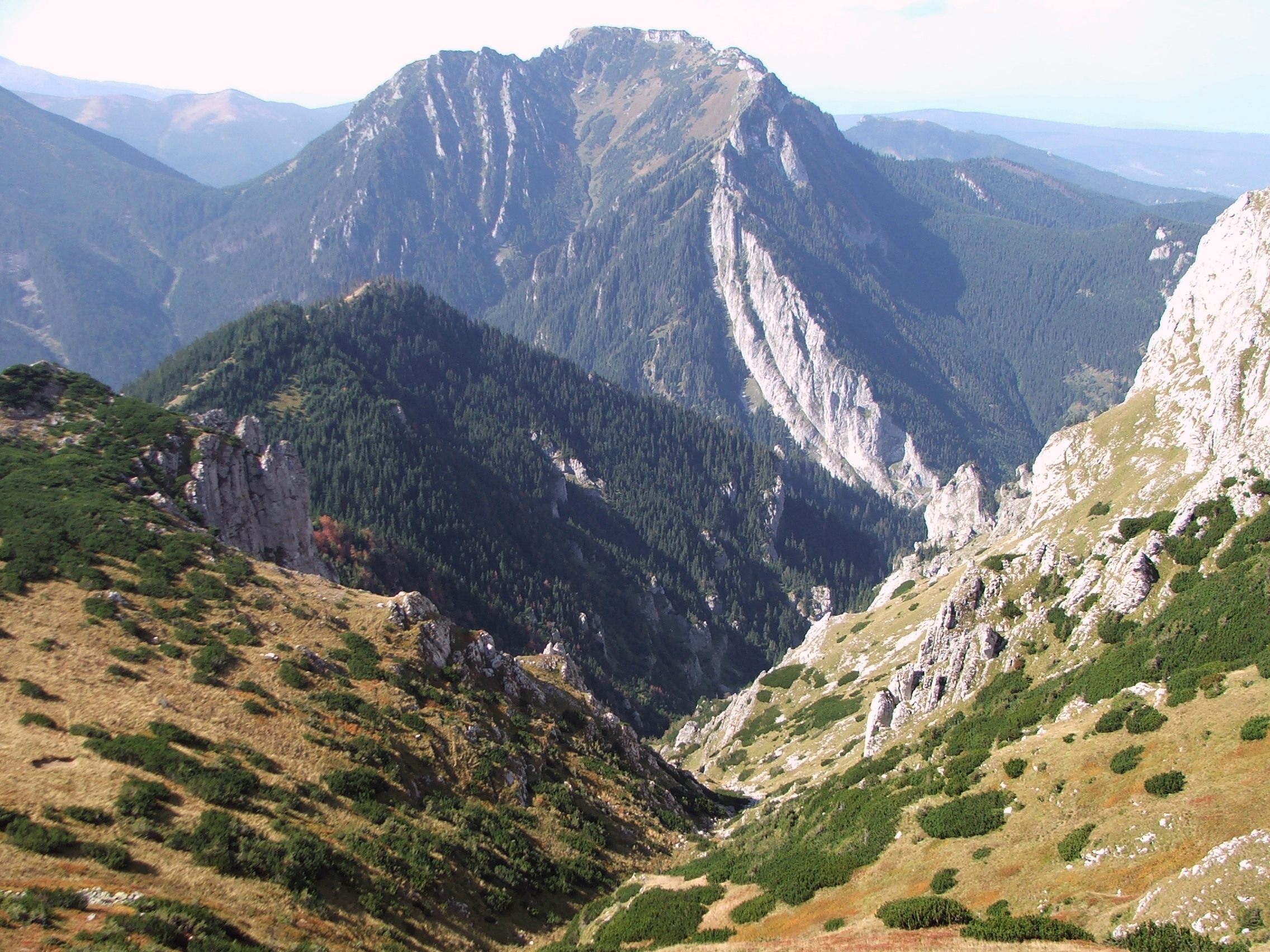
Kominiarski Wierch od strony Doliny Smytniej

## Opis jaskini
Jaskinię stanowi obszerna, ale płytka nyża, z której w zachodniej części odchodzi bardzo wąski korytarzyk prowadzący, poprzez zacisk, do owalnej, poziomej salki.

## Przyroda
W jaskini brak jest nacieków. Roślinność występuje tylko w nyży.

## Historia odkryć
Jaskinia była znana od dawna. Pierwszą wzmiankę o niej opublikował W. W. Wiśniewski w 1998 roku nadając jej roboczą nazwę Schronisko nad Ścieżką. Plan i opis sporządziła I. Luty przy współpracy B. Zalewskiego w 2003 roku.